# Cień wątpliwości (film 1998)
Cień wątpliwości (ang. Shadow of Doubt) – amerykański thriller z 1998 roku w reżyserii Randala Kleisera. Wyprodukowany przez New City Releasing.

## Opis fabuły
Córka milionera z Los Angeles zostaje brutalnie zamordowana. Podejrzenie pada na jej chłopaka, muzyka Bobby'ego Medinę (Wade Dominguez). Jego obrony podejmuje się ambitna prawniczka Kit Devereaux (Melanie Griffith). Odkrywa, że w sprawę są zamieszani przedstawiciele miejskiej elity.

## Obsada
- Melanie Griffith jako Kit Devereaux
- Tom Berenger jako Jack Campioni
- Craig Sheffer jako Laird Atkins
- Huey Lewis jako Al Gordon
- Wade Dominguez jako Bobby Medina
- James Morrison jako Paul Saxon
- Nina Foch jako Sylvia Saxon
- Tony Plana jako detektyw Krause
- Richard Portnow jako Marvin Helm
- John Ritter jako Steven Mayer
- Tia Texada jako Conchita Perez

i inni